# 杜布里夫卡 (桑博爾區)
49°30′52″N 23°6′51″E / 49.51444°N 23.11417°E
杜布里夫卡（烏克蘭語：Дубрівка），是烏克蘭西部的村莊，隸屬利維夫州的桑比爾區。該村始建於1580年，面積0.01平方公里，海拔高度327米，2001年該城鎮人口725。